# Музей современного изобразительного искусства на Дмитровской
Музей современного изобразительного искусства на Дмитровской / МСИИД — художественный музей в Ростове-на-Дону.

## История
Открыт 25 февраля 2005 года. Инициаторами открытия первого частного музея современного искусства в России выступили Елена Левина и Вячеслав Давыденко.
Музей находится на одной из старейших улиц в центре Ростова-на-Дону, в бывшем особняке купца С. Яблокова. Здание было возведено в 1898 году по проекту городского архитектора Е. М. Гулина (стиль — модерн). Выставочные залы музея — единственные в городе, где для художников есть возможность выставляться без арендной платы за помещение. Музей проводит собирательскую, экспозиционно-выставочную, научно-исследовательскую и просветительскую работу.
Музей занимается формированием и хранением коллекции современного искусства. По преимуществу ориентирован на собирание, репрезентацию, популяризацию объектов современного искусства во всем многообразии их жанрово-видовых форм, создаваемых сегодня на территории России.
Собрание музея включает произведения живописи, графики, декоративно-прикладного искусства (1930—2006 гг.).
Выставочные проекты — «Провинция», «Новые имена», «Северный путь», «Две столицы». В структуре музея имеются архив, научная библиотека, художественный совет, экспертная группа, реставрационная мастерская. На 2014 год музею принадлежит около 2000 единиц хранения. Собрание музея включает произведения живописи, графики, декоративно-прикладного искусства (1930—2008).
В декабре 2014 года стало известно, что музей находится на грани закрытия из-за финансовых проблем.
В сентябре 2015 года стало известно, что музей возобновляет свою работу при поддержке известного предпринимателя Дмитрия Аржанова. Было объявлено о проведении до конца года пяти выставок.

## Отдельно формируемые коллекции
- «Художественная культура донского края»;
- «Северный путь»;
- «Автопортрет художника»;
- «Живопись и графика „сурового стиля“»;
- «Живопись и графика 70-х».

## Круг художников
В. И. Акименко, Ю. В. Акопянц, А. Аксинин, Г. К. Артемов, М. И. Бабич, К. Е. Баланова, В. Басманов, Н. Бондаренко, В. В. Боровков, О. Брендель, А. Варлашин, В. Вельтман, Н. И. Волков, Н. Н. Волков, А. Весёлкин, А. П. Гайваненко, Г. Гампер, А. А. Глущенко,Ф. С. Гончаров, М. Ф. Горбатенко, Я. Е. Гуслистый, И. Г. Дереберя, Е. С. Дрампьян, Н. И. Дурицкая, Н. В. Еремеев, А. П. Жданов, А. Т. Жилов, А. И. Золотарёв, М. Ильинов, Л. Кабарухин, В. Д. Калинин, В. П. Канаев, П. С. Келлер, В. М. Клёнов, Н. Колава, Н. А. Константинов, Костинский, Е. Костырина, А. Крайнюков, А. С. Кулагин, И. Кулева, В. И. Кулешов, В. А. Куликовский, В. И. Кульченко, И. А. Курков, Н. Ф. Курников, Т. Д. Кучава, А. Лабас, В. П. Лазоренко, А. С. Легостаев, В. Г. Лень, А. Лишневский, А. Лукин, В. И. Лубянов, А. А. Лютый, Т. Н. Максименко, В. А. Маркин, С. В. Махин, А. Б. Мельников, И. Г. Мишин, Г. П. Михайлов, В. М. Мордвинов, А. Г. Мосин И. И. Москалёва, В. Мурин, Т. Неклюдова, М. Новиков, В. С. Орлов, В. Б. Осипов, А. Паршиков, С. Петрашкевич, Е. Я. Покидченко, Н. Н. Пономарёв, И. В. Пруцаков, Л. Г. Саксонов, В. А. Самарин, С. Сапожников, В. К. Седов, Т. П. Семенов, К. Е. Сиденин, М. Е. Соколенко, В. И. Сологубов, Г. П. Солонин, Л. А. Стуканов, М. Сычёв, Т. Ф. Теряев, В. Ф. Токарев, П. И. Толстых, И. Тулупов, А. А. Усенко, Ю. Л. Шабельников, А. Шагинов, А. А. Шевкопляс, А. Г. Шевченко, И. Шепель, В. Ф. Щебланов, Ю. И. Фесенко В. С. Филатов, О. П. Филатчев, В. П. Черноусенко, А. А. Чермошенцев, А. Черноокий, Хлебников, И. А. Язев, А. С. Яковлев.

## Избранные выставки
- «А. Золотарёв»;
- «Памяти О. Филатчева»;
- «Эмали А. Весёлкина»;
- «Мишкинские бугры»;
- «Мы помним»;

Выставка «Искусство или смерть. Двадцать лет спустя»

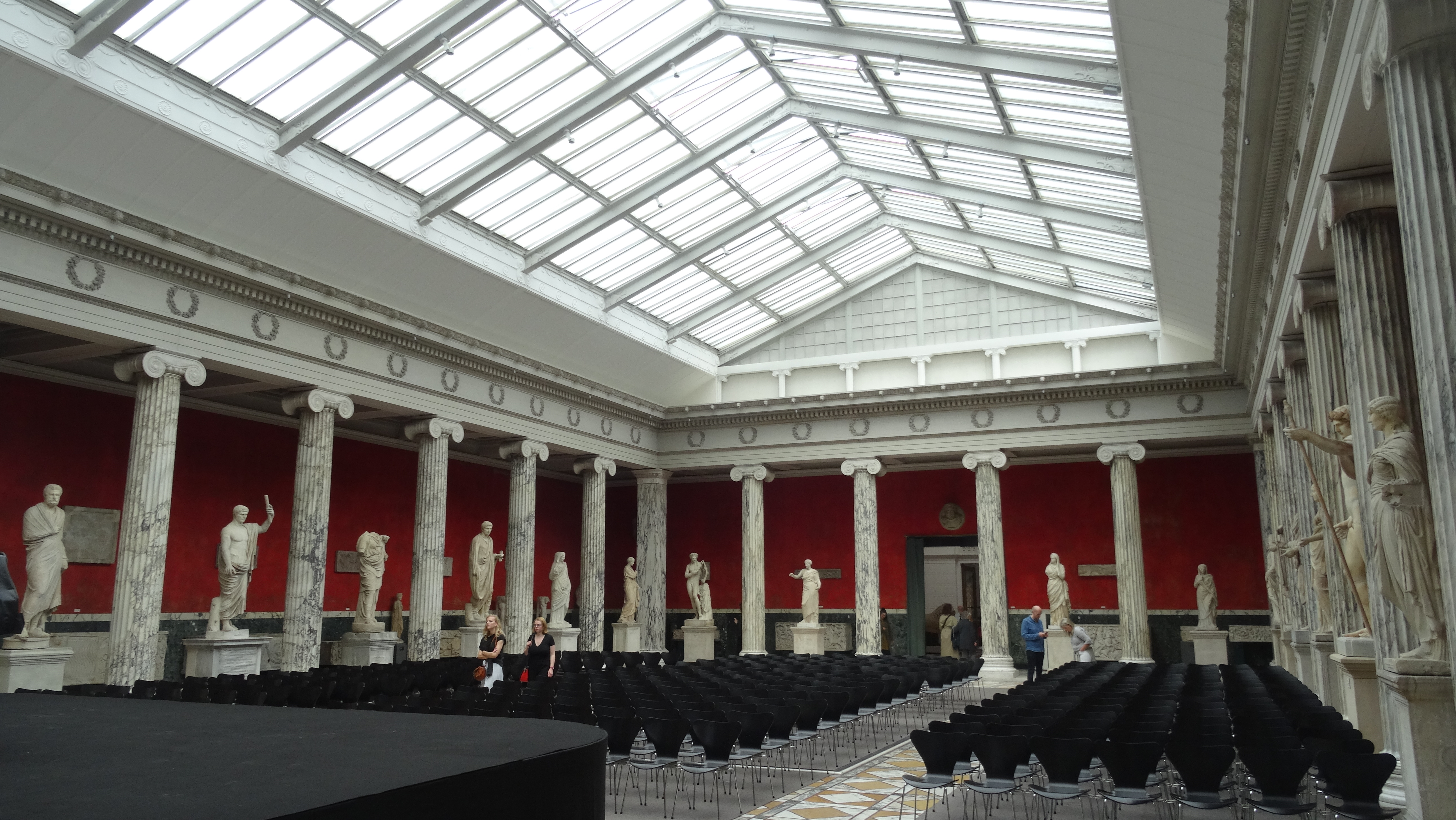
Холл Музея

- 2005 — «30 лет в СХ РФ». В. Кульченко";[7]
- «И. Курков — от 62-го до 2004-го»;
- «Человек не умеет быть голым»;
- «Небесный лик России»;
- Персональная выставка А. Усенко;
- Персональная выставка Н. Курникова;
- Персональная выставка В. Басманова;
- «Галерея женских образов»;
- «История!»;
- 2006 — «Выжить» (Н. Константинов, С. Сапожников, В. Мурин);
- День «Р» (А. Аксинин, Т. Винт, И. Кабаков, Г. Лисицкая);
- «Э. Гороховский»;
- «Экспозиция работ Энди Уорхола»;
- Персональная выставка «Памяти Тимофея Теряева»;
- 2006 — «Искусство или смерть. Двадцать лет спустя» (В. Кошляков, А. Тер-Оганьян, Ю. Шабельников, А. Сигутин);[8][9][10]
- 2007 — «СССР в Стройках»;[11]
- 2007 — «Объяснение в любви — Старочеркасск». Из собрания произведений Александра Токарева;[12]
- «Инопланетный гость Александр Лабас»;
- «Точки». Концептуальная выставка в рамках программы «Сеанс связи»;
- 2008 — «М-Ж»;
- 2010 — «Вековой юбилей художника Василия Орлова»;[13][14]
- Персональная выставка Алексея Ваулина «Путь пилигрима»[15]
- 2014 — «В’альянс». Валентин Картавенко[16].
- 2021 — «Принцип случайного».[17][18]
- 2023 — Юрий Фесенко, «Побег из четырёх углов» (куратор С. Крузе, совм. с галереей ZHDANOV)[19].